# Хардрок
Хардрок, також гардрок (англ. hard rock) — тяжкий або жорсткий рок — жанр рок-музики, один із напрямів класичного року. «Тяжкість» хардроку, полягає, зокрема, в акцентованому, грубому ритмі, специфічному звучанні електрогітари (з такими ефектами, як наприклад, дисторшн і овердрайв). Для важкого року характерні швидкі й голосні соло-партії. Основними інструментами цього стилю є електрогітара, барабани, бас, клавішні. «Класичний» хардрок виник у кінці 1960-х — початку 1970-х років. Колискою гардроку є Західна Європа (Німеччина, Велика Британія). Серед засновників важкого року вирізняються гурти Led Zeppelin, Deep Purple, Uriah Heep.